# Асиняно
Асиняно (на италиански: Assignano) е село в община Колацоне, регион Умбрия, провинция Перуджа в Италия. В него през 2001 г. живеят 20 жители.
Асиняно се намира до замъка Кастело ди Колдимецо. Асиняно носи името на древоримския род Азинии (gens Asinia).